# Berenike II

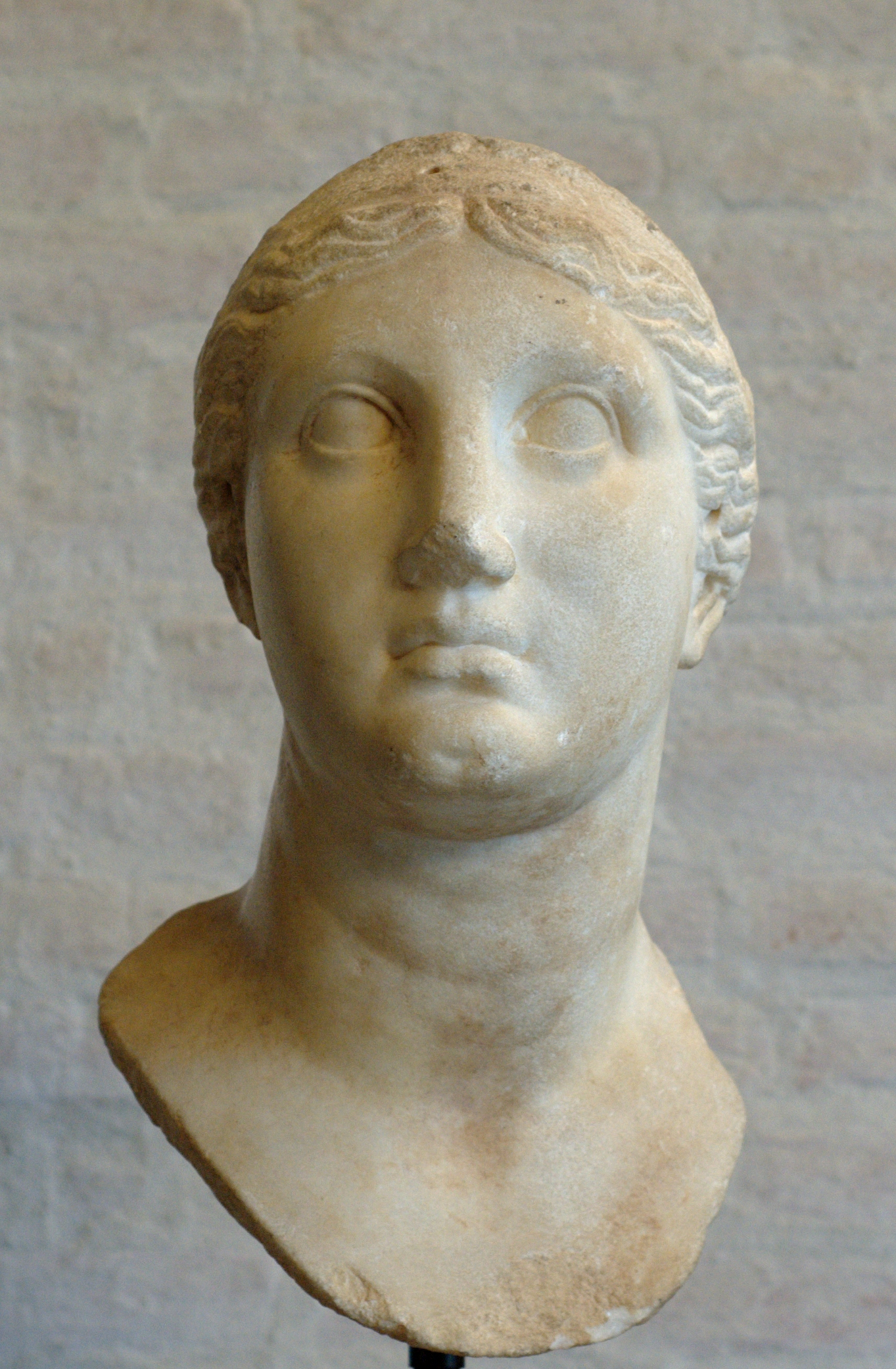
Drottning Berenike II av Egypten.

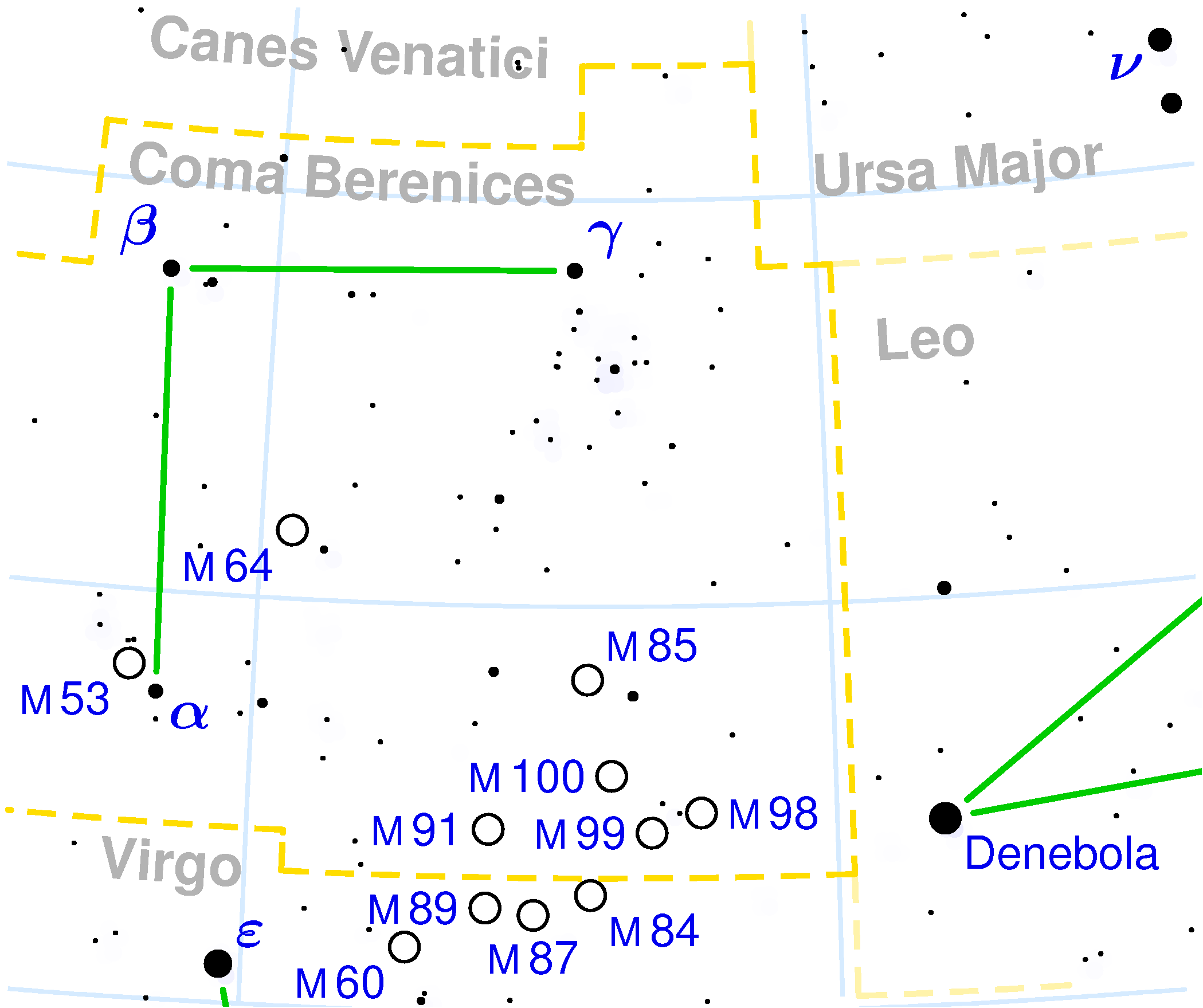
Stjärnbilden "Coma Berenices".

Berenike II, född 267 f.Kr. eller 266 f.Kr., död 221 f.Kr., var drottning i ptolemeiska riket i Egypten från 244 f.Kr. till 222 f.Kr. och medregent med maken Ptolemaios III. Hon var också regerande drottning i Kyrene från 253 till sin död: staten anslöts till Egypten genom hennes giftermål med Ptolemaios III.

## Biografi
Berenike var dotter till kung Magas av Kyrene och Apame av Syrien. Hon var därmed sondotter till drottning Berenike I av Egypten och halvkusin till Ptolemaios III. Hennes far hade år 308 genom sin mors omgifte med Ptolemaios I blivit vicekung i den egyptiska provinsen Kyrene och år 275 utropat självständighet. Berenike blev då hans tronarvinge och Kyrenes arvtagare. Hennes far hade avtalat med sin halvbror kung Ptolemaios II att Berenike skulle gifta sig med dennes son och tronarvinge Ptolemaios III: Egypten och Kyrene skulle alltså återförenas genom detta giftermål. 

### Drottning av Kyrene
År 253 f.Kr avled Magas och Berenike efterträdde honom som regerande drottning av Kyrene. Hon var då fortfarande omyndig och stod under sin mor Apames förmynderskap. Apame rev upp beslutet om giftermålet mellan Berenike och Ptolemaios och arrangerade i stället mot sin dotters vilja ett giftermål mellan Berenike och prins Demetrios den sköne av Makedonien, för att därmed bevara Kyrene som självständig stat. När Berenike upptäckte Demetrios och sin mor i säng tillsammans lät hon mörda dem båda. Hon regerade sedan ensam Kyrene fram till att Ptolemaios III år 246 besteg Egyptens tron, då hon gifte sig med honom. Genom deras giftermål förenades Kyrene och Egypten åter till en stat och de blev medregenter i varandras riken. 

### Drottning av Egypten
Berenike II var som drottning mycket aktiv i politiken och lät bland annat ge ut sina egna mynt. När Ptolemaios stred i Syrien 246-241 regerade hon Egypten ensam i hans frånvaro. Hon är berömd för att ha donerat en lock av sitt hår till Afrodites tempel i Zefyrium för hans välgång i kriget. Håret försvann på okänt vis men Konon från Samos förklarade försvinnandet med att det hade blivit fört till himlen och placerat bland stjärnorna. Där bildar det stjärnbilden ”Berenikes hår”. Poeten Kallimachos från Kyrene skrev en berömd dikt därom. 
Då Ptolemaios dog 221 blev hon ensam regent som förmyndare för deras son Ptolemaios IV. Hon mördades samma år i en palatskupp av ministrarna Sosibios och Agathocles, som sedan själva tog makten över förmyndarregeringen. 

### Barn
1. Arsinoe III
2. Ptolemaios IV Filopator
3. Lysimachus
4. Alexander
5. Magas
6. Berenice

## Arv
Asteroiden 653 Berenike, stjärnbilden Berenikes hår och staden Benghazi har fått sina namn efter henne.